# 维朗布兰
维朗布兰（法語：Villamblain，法語發音：[vilɑ̃blɛ̃]）是法国卢瓦雷省的一个市镇，位于该省西部偏北，属于奥尔良区。

## 地理
维朗布兰（48°0'36"N, 1°33'8"E）面积25.95 平方千米，位于法国中央-卢瓦尔河谷大区卢瓦雷省，该省份为法国中北部省份，北起埃松省，西北接厄尔-卢瓦省，西南接卢瓦-谢尔省，南至涅夫勒省和谢尔省，东临约讷省，东北接塞纳-马恩省。
与维朗布兰接壤的市镇（或旧市镇、城区）包括：佩龙维尔、维朗皮、拉沙佩勒翁兹兰、博斯地区埃皮耶、图尔努瓦西、维勒莫里、博斯拉罗迈讷。

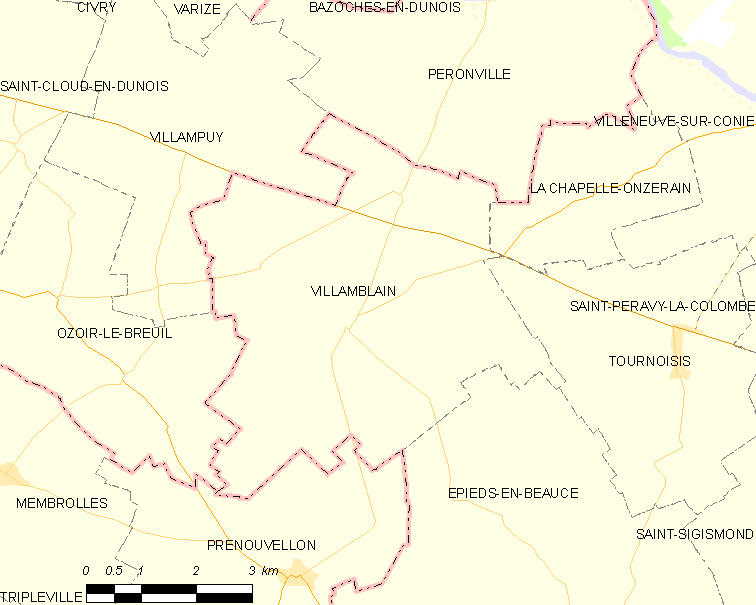
维朗布兰的OSM定位图

维朗布兰的时区为UTC+01:00、UTC+02:00（夏令时）。

## 行政
维朗布兰的邮政编码为45310，INSEE市镇编码为45337。

## 政治
维朗布兰所属的省级选区为卢瓦尔河畔默恩县。

## 人口

1962-2008年间维朗布兰人口变化图示

维朗布兰于2022年1月1日时的人口数量为279人。